# 읽기도움자
읽기도움자(Phonetic complement)란 표어 문자나 상형 문자에서 하나의 글자를 여러 방식으로 읽을 수 있어 문장독해에 어려움이 있을 때, 잘못읽는 것을 막고 발음하는 법을 뚜렷히 밝혀적으려고 붙이는 보조 글자(음성기호)를 말한다. 대표적으로 이집트의 히에로글리프, 아카드어 쐐기문자, 마야 문자 등에서 사용되었고, 현용되는 것에는 일본어가 있다.

## 한국어의 한자차자표기
훈민정음 창제이전의 한국어 한자차자표기인 이두, 향찰 등에서도 이러한 읽기도움자에 해당하는 것이 보인다. 향찰의 夜音이라는 표기의 경우, 夜라는 단독표기만으로는 '야'라는 한자음으로 읽을 수 있기 때문에, 音이라는 글자를 붙여 고유어 "밤"으로 읽어야 함을 나타냈다. 향찰표기에 쓰이는 이것은 받쳐적기 또는 말음첨가(末音添加)라고 부르기도 한다.

## 일본어
일본어는 현존하는 언어 가운데 읽기도움자를 가장 활발하게 활용하며 이의 활용이 언어생활에서 중요한 비중을 차지하므로 읽기도움자 사용법인 오쿠리가나가 따로 규정되어 있다. 중국유래의 한자가 문장에서 의미의 핵이 되고, 가나가 한자의 발음을 한정하여 해석을 돕는다.
예를 들어 生이라는 한자는 중국어음으로도, 이에 대응하는 고유어 뜻으로도 읽힌다.
- 生 나마,키[*] →살아있는, 날것의, 생-
- 生う 오우[*] →확장하다
- 生きる 이키루[*] →살다
- 生かす 이카스[*] →살리다
- 生ける 이케루[*] →살 수 있다
- 生む 우무[*] →낳다
- 生まれる/生れる 우마레루[*] →태어나다
- 生える 하에루[*] →자라다
- 生やす 하야스[*] →기르다
- 生じる 쇼-지루[*] →일어나다, 발생하다

## 중국어
정식문자체계에 표음 문자가 포함되지 않는 중국어의 경우, 순수한 의미에서 읽기도움자는 없다. 대신에 한자 제자원리의 대다수를 차지하는 형성자의 경우, 한자내에 포함된 글자의 일부가 발음의 암시를 주는 구실을 한다.
- 예:한국어 한자음이 '합'인 한자들
  - 중국어: 合, 병음: hé 허[*]
  - 중국어: 盒, 병음: hé 허[*]
  - 중국어 정체자: 閤, 병음: hé 허[*]
  - 중국어: 蛤, 병음: há 하[*]
  - 중국어: 哈, 병음: hā 하[*]

## 영어
영어에서는 2nd에서 -nd가 읽기도움자이다. 보통 2라고만 쓰여 있지만, two로 읽기 때문에 second라고 읽으라는 암시를 주기 위해 nd를 붙이는 것이다. 확장된 예를 들면, 2ble(double) 2ple(couple) 2ary(February) b2y(binary) 2r(pair) 2in(twin) 2ni(Gemini)등으로 표기하는 방식이다.

## 아카드어
수메르어의 쐐기문자를 표기체계로 받아들인 아카드인들은 셈계 언어인 아카드어와 고립된 언어인 수메르어 사이의 차이점을 인식하고 있었다. 수메르어는 단음절 또는 짧은 음절의 낱말과 동음이의어가 많은 것이 특징이었다. 예를 들어 수메르어: kur는 '언덕'과 '나라'라는 뜻의 동음이의어이다. 아카드어에서는 이것이 šadú와 mātu라는 각기 다른 낱말과 대응되었다. 그래서 아카드인들은 수메르어 쐐기문자를 쓰면서 kur에 해당하는 쐐기문자 뒤에 언덕이라는 뜻을 나타낼 때는 -ú에 라는 글자를 덧붙였다.  형식상 KUR-ú라고 표현된 글자는 šadú로 읽었다. 대신, 읽기도움자를 붙이지 않은 KUR는 그대로 mātu로 읽었다. 읽기도움자는 아카드어의 주격 및 소유격등 문법적 격표지를 표시하는 데도 쓰였다. 읽기도움자는 그 단어나 문장이 속한 어휘범주를 결정하는 한정사(限定詞)와 혼동해서는 안 된다. 예를 들어 DINGER라는 글자는 "신의 이름"이라는 어휘범주를 나타내는 한정사로서 왕을 뜻하는 LUGAL앞에 붙어 경의를 나타냈다. 그러나 발음에는 영향을 미치지 않았고 발음되지 않았던 것으로 보인다.

## 같이 보기
- 루비 문자
- 가나 (문자)
- 한어병음